# Temporada de huracanes del Atlántico de 1911
La temporada de huracanes del Atlántico de 1911 fue relativamente inactiva, con sólo seis tormentas tropicales en el Norte Atlántico desde agosto a octubre. Tres de estas tormentas se convirtieron en huracanes categoría 2 según la escala Saffir-Simpson. Existieron tres depresiones tropicales, una de las cuales inició la temporada en febrero y otra que la finalizó en diciembre. Los datos de las tormentas se basan principalmente en la base de datos de huracanes para la región del Atlántico o HURDAT, cuyos datos para período 1911-1914 se reformaron completamente en 2005 se revisó en profundidad el período entre 1911 y 1914.
La mayoría de las tormentas tuvieron una influencia directa sobre el continente. Uno de los huracanes que se desplazó hacia el oeste a finales de agosto mató a diecisiete personas y causó graves daños en Charleston, Carolina del Sur. Un par de semanas antes, el área de Pensacola en Florida sufrió la llegada de una tormenta proveniente del Golfo de México con velocidades de viento de 130 km/h sobre el continente. La cuarta tormenta de la temporada llegó hasta la costa de Nicaragua, donde diez personas murieron y causó una enorme cantidad de daños.

## Resumen de la temporada
La base de datos de huracanes en el Atlántico —HURDAT por sus siglas en inglés— reconoce oficialmente seis tormentas tropicales para la temporada de 1911. De estas, solo hay tres que alcanzaron la categoría de huracán, vale decir, que la velocidad del viento alcanzó los 119 km/h o más. El tercer huracán de la temporada fue la tormenta más intensa, con una presión mínima en el centro de 972 bar; solo una semana después, se formó otro huracán, con velocidades del viento iguales a la anterior, pero con una presión desconocida. Tres depresiones tropicales débiles se desarrollaron, pero no alcanzaron el nivel de tormenta tropical; la primera fue en febrero y la tercera en diciembre. El primer fenómeno meteorológico con intensidad de tormenta tropical se alcanzó el 4 de agosto y la última tormenta tropical del año se disolvió el 31 de octubre.
A principios de la década de 1900, no se disponían de las previsiones y la documentación modernas. La base de datos de huracanes de aquellos años es a veces incompleta e incorrecta; por ello continuamente se añaden nuevos ciclones fruto de nuevos análisis de huracanes del Atlántico posteriores. El período que va de 1911 hasta 1914 se volvió a analizar el 2005. Se identificaron dos ciclones tropicales previamente desconocidos utilizando registros como los mapas del tiempo históricos y los informes de los barcos y se modificó y corrigió la información de las tormentas anteriores. Los ciclones tropicales de 1911 se distinguen simplemente por un número asignado por orden cronológico ascendente, ya que los ciclones tropicales del océano Atlántico no se les empezó a dar nombres oficiales hasta muchos más años después.

## Tormentas
Tormenta tropical uno
El primer ciclón tropical de la temporada de 1911 se formó el 4 de agosto en el sur del estado estadounidense de Alabama, al ser identificado por la ausencia de bandas frontales y para la circulación central cerrada. Siguió una trayectoria hacia el este y al día siguiente emergió en el océano Atlántico como una depresión tropical. Unos cuantos días después, cuando se encontró cerca de las Bermudas, la depresión se convirtió en una tormenta tropical y giró hacia el noreste. La tormenta permaneció varios días antes de disiparse el 11 de agosto y produjo fuertes lluvias en las Bermudas, pero no se registraron vientos huracanados. La tormenta fue desconocida hasta que durante la revisión de la base de datos de huracanes del Atlántico de 2005 la reconoció como una tormenta tropical. 
Huracán dos
El 8 de agosto, se formó una depresión tropical frente a la costa suroeste de Florida y avanzó hacia el oeste. Al día siguiente, de madrugada, se intensificó y se convirtió en una tormenta tropical; en este punto, empezó a dirigirse en dirección noroeste. Cuando se aproximó a la costa del Golfo de Estados Unidos, el ciclón alcanzó unos vientos sostenidos máximos estimados en 130 km/h, que corresponde al estatus de Categoría 1 en la escala de huracanes de Saffir-Simpson que se emplea hoy en día. Al tocar tierra, cerca de la frontera entre Alabama y Florida, se fue debilitando tierra adentro y volvió hacia el oeste. El 12 de agosto, la tormenta llegó a Luisiana y Texas, y dejó fuertes lluvias en la zona.
Por la noche del 11 de agosto, en Pensacola (Florida) soplaron vientos de 130 km / hy la presión disminuyó hasta los 1.007 hPa. La lluvia total acumulada por la tormenta fue de 114 mm. Las ráfagas de viento tiraron al suelo cables telefónicos y de telégrafo, cortando las comunicaciones en las zonas afectadas durante 24 horas. La ciudad también sufrió cortes de electricidad la noche del 11 de agosto. La industria portuaria sufrió pérdidas importantes con muchas embarcaciones destruidas. El paso del huracán dispersó grandes cantidades de madera que se fueron acumulando a lo largo de la costa el huracán provocó un número desconocido de víctimas mortales, ya pesar de los daños causados, en la edición de agosto de 1911 de la revista científica Monthly Weather Review describían los efectos del ciclón como mucho menores de los que se esperaban; se estimó que los destrozos totales en Pensacola ascendieron hasta los 12.000 dólares (USD de 1911, $ 280.000 USD de 2011). La tormenta alcanzó vientos de 56 km/h en Mobile (Alabama).
Hurácan tres
El 23 de agosto, más de una semana después del último huracán, se desarrolló el tercer ciclón tropical de la temporada y lentamente trazó una trayectoria oeste-noroeste. Tras transformarse en un huracán, la tormenta volvió más hacia el noroeste, y días después alcanzó unos vientos máximos de 155 km / h; la presión barométrica era de 972 hPa. El ojo recaló unos kilómetros al sur de Savannah (Georgia) y el huracán se debilitó al tocar tierra. El 29 de agosto se convirtió en una depresión tropical y continuó sobre tierra firme hasta su desaparición un par de días más tarde
El huracán, de dimensiones relativamente pequeñas, causó destrozos generalizadas entre Savannah y Charleston (Carolina del Sur). Savannah sufrió sólo daños menores, a pesar de que el centro del ciclón pasó cerca de allí. A lo largo de la costa del estado de Georgia, se repitieron lluvias torrenciales que causaron numerosos derrumbes en las líneas de ferrocarril. Los cultivos, la ganadería y las comunicaciones por carretera de la zona quedaron gravemente afectados. En Charleston, estimaron vientos de 171 km / h -después de que un anemómetro fallara y registrara por última vez 151 km / h-, y se recogieron 124 mm de precipitación en tres días.
El ciclón llevará más de 36 horas y causó daños severos; los vientos huracanados se llevaron los techos de cientos de edificios, demolieron muchas casas y provocaron cortes generalizados en los servicios de telefonía y de electricidad. Según un meteorólogo local, el nivel de la marea subió 3,2 m más de lo normal dejando una "masa confusa de barcos naufragados y muelles dañados"; seis torpederos fueron arrancados de sus amarres y depositados en tierra firme. El huracán causó un total de 17 víctimas mortales y los daños materiales en Charleston se estimaron en $ 1 millón (USD de 1911, $ 23,5 millones de USD de 2011).
Huracán cuatro
La tormenta siguiente se formó el 3 de septiembre en el este de las Antillas Menores y se desplazó en dirección oeste; consiguió el estatus de tormenta tropical un día después de su génesis. La tormenta se demoró y volvió hacia el suroeste, acercándose al norte de la costa de Colombia antes de alejarse de tierra firme y convirtiéndose en un huracán. Además, se intensificó para llegar a la categoría 2 antes de golpear Nicaragua el 10 de septiembre. Mientras se debilitó y se convirtió en una tormenta tropical, el ciclón continuó avanzando en dirección oeste atravesando América Central y, brevemente, se introdujo en el Océano Pacífico; poco después se disipó.
Un informe describe que en la localidad de Corinto (Nicaragua) se produjeron 10 muertos, 50 heridos y alrededor 250 casas fueron destruidas, dejando destrozos por valor de 2 millones (USD de 1911, 47 millones de USD de 2011). Los datos sobre este ciclón son muy escasas y, por tanto, sólo se pueden hacer pequeñas modificaciones en la cronología de la base de datos de huracanes.
Tormenta tropical cinco
El quinto ciclón tropical oficial del año también fue descubierto en análisis posteriores más actuales. El ciclón presentó características híbridas, y podría ser clasificado con el estatus de ciclón subtropical según el sistema de clasificación moderno. El 15 de septiembre, la tormenta se formó sobre el Atlántico central y, inicialmente, se desplazó en dirección oeste . De manera gradual, se intensificó la vez que giró en dirección noroeste; el 19 de septiembre, se transformó en un ciclón extratropical cuando llegó al sudeste de Nueva Inglaterra. El ciclón fue absorbido posteriormente por una línea frontal más poderosa que provenía del noroeste.
Tormenta tropical seis
La última tormenta del año se observó por primera vez a finales de octubre; era una perturbación cerca de Puerto Rico, en el mar Caribe. La perturbación fue la precursora de una depresión tropical que se desarrolló en el sur de las Bahamas y se dirigió hacia el oeste-suroeste a través de Cuba; en La Habana, soplaron vientos de sureste de 71 km/h. Se convirtió una tormenta tropical el 27 de octubre y modificó el rumbo hacia el sur-oeste. Cerca del extremo oriental de la península de Yucatán, la tormenta virá bruscamente hacia el norte. Un área de altas presiones atmosféricas que había sobre los Estados Unidos impidió que el ciclón girara hacia el este de Florida , y se mantuvo situado en el Golfo de México. Sin embargo, el 31 de octubre, la tormenta giró hacia el este y tocó tierra en el norte de Florida. La tormenta perdió intensidad a medida que recorría el Atlántico. El centro de circulación de la tormenta se mantuvo mal definido a lo largo de su curso. Durante mucho tiempo se creyó que la tormenta se desarrolló al sur de Cuba, a pesar de que las revaluaciones posteriores de los datos de los barcos revelaron que la depresión se formó, en realidad, al este de la isla. El 26 de octubre, la Oficina de Meteorología emitió avisos de huracán a lo largo de la costa este de Florida desde Key West hasta West Palm Beach; y en la costa oeste, hasta Tampa.
Depresiones tropicales
Durante la temporada de 1911, aparte de las seis tormentas tropicales y huracanes oficialmente reconocidos, se identificaron tres depresiones tropicales más. La primera se desarrolló en febrero a partir de un vaguada de bajas presiones que se produjo en el Atlántico, en mar abierto, y progresó en dirección oeste. A pesar de que un barco de fiabilidad dudosa informara de vientos de más de 80 km / h asociados al sistema, la falta de pruebas de este hecho impidieron que se la designara como una tormenta tropical. El ciclón se disipó el 21 de febrero.
La segunda depresión tropical evolucionó a partir de un ciclón extratropical durante la segunda quincena del mes de mayo, convirtiéndose en un ciclón tropical el 22 de mayo cuando llegó al noreste de las Bermudas. Permaneció durante tres días y serpentea alrededor de la misma zona hasta que fue absorbida por otra tormenta no tropical. La documentación actual de este sistema se vio dificultada también por la falta de datos.El 11 de diciembre, cerca de las islas Turcas y Caicos, se formó la tercera depresión. Progresó hacia el oeste y al día siguiente se situó al norte del este de Cuba. El sistema comenzó a debilitarse el 13 de diciembre y se disipó rápidamente.